# Mark Pharaoh
Mark Pharaoh (* 18. Juli 1931 im London Borough of Wandsworth; † 27. April 2020 in Malvern) war ein britischer Diskuswerfer, Kugelstoßer und Hammerwerfer.
1952 schied er beim Diskuswurf der Olympischen Spiele in Helsinki in der Qualifikation aus. Bei der Internationalen Hochschul-Sportwoche 1953 in Dortmund siegte er im Diskuswurf und gewann Silber im Kugelstoßen und Hammerwurf.
1954 holte er für England startend bei den British Empire and Commonwealth Games in Vancouver Bronze im Diskuswurf. Im Kugelstoßen wurde er Sechster, im Hammerwurf scheiterte er in der Qualifikation. Bei den Leichtathletik-Europameisterschaften in Bern wurde er Zehnter im Diskuswurf und kam im Kugelstoßen auf den 16. Platz.
Bei den Olympischen Spielen 1956 in Melbourne wurde er Vierter im Diskuswurf.
Viermal wurde er Englischer Meister im Diskuswurf (1952, 1953, 1955, 1956).

## Persönliche Bestleistungen
- Kugelstoßen: 15,09 m,	1954
- Diskuswurf: 54,27 m, 27. November 1956, Melbourne
- Hammerwurf: 49,40 m, 1956